# 1251
- Wikisource

| Calendário gregoriano                                                        | 1251 MCCLI                                           |
| Ab urbe condita                                                              | 2004                                                 |
| Calendário arménio                                                           | 700 – 701                                            |
| Calendário bahá'í                                                            | -593 – -592                                          |
| Calendário budista                                                           | 1795                                                 |
| Calendário chinês                                                            | 3947 – 3948 Início a 24 de janeiro (aproximadamente) |
| Calendário copta                                                             | 967 – 968                                            |
| Calendário etíope                                                            | 1243 – 1244                                          |
| Calendários hindus - Vikram Samvat - Calendário nacional indiano - Cáli Iuga | 1306 – 1307 1172 – 1173 4351 – 4352                  |
| Calendário Holoceno                                                          | 11251                                                |
| Calendário islâmico                                                          | 649 – 650                                            |
| Calendário judaico                                                           | 5011 – 5012                                          |
| Calendário persa                                                             | 629 – 630                                            |
| Calendário rúnico                                                            | 1501                                                 |
| Calendário solar tailandês                                                   | 1794                                                 |

1251 (MCCLI na numeração romana) foi um ano comum do século XIII do Calendário Juliano, da Era de Cristo, a sua letra dominical foi A (52 semanas), teve início a um domingo e terminou também a um domingo.
| Ano completo                    |
| ------------------------------- |
| Ano comum com início ao domingo |

## Eventos

### Por local

#### Europa
- Abril – Ocorre a primeira Cruzada dos Pastores, uma revolta francesa contra os eventos no Egito durante a Sétima Cruzada.
- 26 de dezembro – Rei Alexandre III da Escócia casa-se com Margarida da Inglaterra, filha do Rei Henrique III de Inglaterra, precipitando numa luta pelo poder entre os dois monarcas.
- André de Longjumeau, despachado dois anos antes pelo Rei Luís IX de França como um embaixador dos Mongóis, encontra-se com o rei na Palestina, relatando sobre os Mongóis e a Tartária; sua missão é considerada uma falha.
- Mindaugas da Lituânia é batizado, em prelúdio à sua coroação como Rei da Lituânia em 1253.
- Alexandre I assina o primeiro tratado de paz entre a Rússia de Quieve e a Noruega.
- Rei Conrado IV da Germânia invade a Itália, mas não consegue vencer os partidários do Papa Inocêncio IV.
- Otacar II da Boêmia, que veio a se tornar o Rei de Boémia, é eleito Duque da Áustria.

#### Ásia
- Mangu Cã é eleito o quarto grão-cã do Império Mongol.
- É terminada a escrita da Tripitaca Coreana, uma coleção de escrituras Budistas gravadas em mais de 81,000 blocos de madeira.

## Nascimentos
- 2 de setembro – Francis de Fabriano, escritor Italiano (m. 1322).
- Hōjō Tokimune, oitavo regente do Xogunato Kamakura (m. 1284).

## Mortes
- 6 de março  – Santa Rosa de Viterbo. Padroeira da Juventude Franciscana
- 31 de março – William de Módena, bispo de Módena.
- 6 de junho – William III de Dampierre, Conde dos Flandres.
- 2 de setembro – Viola, Duqueza de Opole.
- Boemundo V da Antioquia.
- Pedro I, Duque da Bretanha (n. 1190).
- Eljiguidei, Mongol comandante da Pérsia.
- Isobel de Huntingdon (n. 1199).
- Matthias II, Duque de Lorraine.